# Auer (Włochy)
Auer (wł. Ora) – miejscowość i gmina we Włoszech, w regionie Trydent-Górna Adyga, w prowincji Bolzano.
Liczba mieszkańców gminy wynosiła 3529 (dane z roku 2009). Język niemiecki jest językiem ojczystym dla 69,91%, włoski dla 29,84%, a ladyński dla 0,25% mieszkańców (2001).